# 地球連合軍の艦船およびその他の兵器
地球連合軍の艦船およびその他の兵器（ちきゅうれんごうぐんのかんたいおよびそのたのへいき）では、『機動戦士ガンダムSEED』を初めとする「C.E.（コズミック・イラ）」作品に登場する架空の艦艇やその他の兵器のうち、地球連合軍陣営の兵器について解説する。

## 宇宙艦艇

### マルセイユIII世級
上下に少しつぶれた円筒形状が特徴の旧式輸送艦。『SEED』第1話などに登場し、民間船に偽装してヘリオポリスにG兵器パイロット候補生らを送り届ける任に就く。外伝作品ではジャンク屋組合や宇宙海賊も所有し、生活拠点の母艦として使われていることが多い。
ホーム
『SEED ASTRAY』開始時点でのロウ・ギュール一党の母艦。作業用クレーンなどを増設している。

### ドレイク級
連合軍艦艇としては最多の配備数を誇る宇宙護衛艦。英語表記は Drake class space destroyer であり、フリゲートではなく駆逐艦の扱いである。船体左右両舷にミサイルランチャー（後部は推進器）4基を支柱を介してX字型に配置していおり、小柄な船体もあって比較的小回りが利くが、MSの高機動性にはついていけないとされている。エンジン部にむき出しで取り付けられた推進剤タンクが弱点であるが、非常時に切り離すことで被害を抑えることができる。全兵装が実弾火器で構成されており、艦外部に最大4機のモビルアーマー (MA) を係留可能。
C.E.73-74年を舞台とする『機動戦士ガンダムSEED DESTINY』では、ネルソン級やアガメムノン級とともに改修を受け、側面にMS用格納庫、両舷ミサイルランチャー間にモビルスーツ (MS) 発進用リニアカタパルトを増設したモビルスーツ搭載型が実戦配備される。ただしハッチのサイズの問題からストライカーパックを装着したMSは運用できず、サイズ上の都合からMS搭載数自体も多くないため、主力艦の補助や偵察が主体となっている。さらに大戦後半では、艦首下のイーゲルシュテルンの代わりに陽電子リフレクター発生パドルを増設した拠点防衛用のバリエーション「リフレクターシールド装備型」も登場する。
C.E.75年を舞台とする映画『機動戦士ガンダムSEED FREEDOM』ではモビルスーツ搭載型が登場。こちらは艦橋後部にアンテナが増設され、前部上下のイーゲルシュテルンがリニアカノンに換装されている他、両舷の魚雷発射管やミサイルランチャーの形状も変更されている。なお、後方のイーゲルシュテルンは残されている。
バーナード
地球連合軍第8機動艦隊の所属艦であり、ヘリオポリス崩壊を逃れたアークエンジェルの護衛と補給のために、デュエイン・ハルバートンが派遣した先遣隊の1隻。アークエンジェルとの合流前にクルーゼ隊と戦闘になり、イージスの攻撃を受けて撃沈される。
ロー
同上の所属艦。ヘリオポリス崩壊を逃れたアークエンジェルの護衛および補給のために、デュエイン・ハルバートンが派遣した先遣隊の一隻。アークエンジェルとの合流前にクルーゼ隊と戦闘になり、船体をイージスのスキュラで貫かれた後、ミサイル攻撃を受けて撃沈される。
セレウコス
同上の所属艦。低軌道会戦でイージスのスキュラを受け、全兵装を破壊され戦闘不能となる。その直後ネルソン級カサンドロスとともに戦域から離脱中に、クルーゼ隊の艦砲射撃を受けて撃沈される。
アンティゴノス、ベルグラーノ
同上の所属艦。低軌道会戦において、バスターの超高インパルス長射程狙撃ライフルを受け撃沈される。
名称不明艦
戸田泰成『SEED ASTRAY R』第4巻に登場。コーネル少佐（当時は大尉）が艦長を務める。ブルーコスモスに取り入るため、かつての部下ジャン・キャリーを拘束すべくジャンをかばうロウ・ギュールたちと交戦するが、パワーローダーを装着したレッドフレームが投擲した150ガーベラで艦体を文字通り「串刺し」にされ撤退する。
シェクター
『FREEDOM』に登場。ハミルトンと共に撃沈したことがイズモ級宇宙戦艦クサナギの管制官によってアナウンスされた。

### ネルソン級
連合軍の主力宇宙戦闘艦。英語表記は Nelson class space warshipであり、戦艦を意味する Battleshipとはなっておらず、巡洋艦とも戦艦とも意味を取れるものとなっている。大柄な船体と強力な武装をもつが、現代のMS戦には旧式さは否めない。本来は「メビウス」を主力とするMA母艦であったが、MS「ストライクダガー」の登場後は、急遽MAの搭載区画を改良することによりMS用に改修し、艦載機の出撃時は艦橋に対して垂直に向いた形で射出される。
『DESTINY』では両舷にMS用カタパルトを備え付けたモビルスーツ搭載型に改装され、よりバランスの取れた艦船となった。
『FREEDOM』ではモビルスーツ搭載型が登場。対空砲やビーム砲をアークエンジェル級と同型のものに、副砲をドレイク級と同型のリニアカノンに換装している他、艦橋後部にアンテナ状の装備を増設するなど最新式のレーダーやセンサーが搭載されている。
モントゴメリ
地球連合軍第8機動艦隊の所属艦であり、艦長はコープマンが務める。「モントゴメリィ」と表記されることもある。ヘリオポリス崩壊を逃れたアークエンジェルの護衛と補給のためにハルバートンが派遣した先遣隊の旗艦であり、大西洋連邦外務次官ジョージ・アルスターが同乗する。合流直前にクルーゼ隊の強襲を受けたことで先発隊は全滅し、本艦もヴェサリウスの攻撃を受けて撃沈される。
カサンドロス
同上の所属艦。低軌道会戦において、ブリッツのグレイプニールの直撃で艦橋を破壊され、戦闘不能となる。その直後ドレイク級セレウコスと共に戦域から離脱中に、クルーゼ隊の艦砲で撃たれ撃沈される。小説版ではドレイク級となっている。
プトレマイオス
同上の所属艦。低軌道会戦において、デュエルの猛攻を受けて撃沈される。
クセルクセス、パリス
同上の所属艦。低軌道会戦において前線に出る旨がアナウンスされた。

### アガメムノン級
連合軍艦艇としては最大級の船体をもつ宇宙母艦で、おもに艦隊旗艦を務める。英語表記は Agamemnon class space carryer.
通常の連合艦艇は青系統に塗色されているのが通例だが、ユーラシア連邦ではブラウンに塗色している艦も一部存在する。連合軍初のリニアカタパルト搭載艦であり、両舷から大量のMAを射出する。なお、着艦はカタパルト後方のハッチから行われる。兵装として、艦首両舷にアークエンジェル級と同様の「ゴットフリートMk.71」を搭載しているが、それ以外の武装は詳細な装備位置が不明となっている。
『DESTINY』では、艦首にMS発進用カタパルトが増設された「モビルスーツ搭載型」が登場するため、以下の解説では「前期型、後期型」の略称で分けて補足する。
『FREEDOM』ではモビルスーツ搭載型が登場。ビーム主砲をゴットフリートを小型化したものに換装している他、対空火器が大幅に強化されている。
ルーズベルト
血のバレンタイン事件を起こした核ミサイル搭載型メビウスの母艦。漫画版『機動戦士ガンダムSEED Re:』ではウィリアム・サザーランドが艦長を務めていたとされる。
メネラオス
ハルバートンが座乗する前期型で、第8艦隊の旗艦。地球へ降下するアークエンジェルの盾となりクルーゼ隊と交戦。ガモフを激しい砲撃戦の末に撃沈するものの、重力圏から離脱不可能な高度まで降下していたため、大気圏の摩擦熱で焼かれて爆散する。
ワシントン
エルビス作戦における連合側の総旗艦を務める前期型。多数の艦艇、MS、そして核攻撃隊ピースメーカー隊などを統率してボアズ攻略戦および第二次ヤキン・ドゥーエ攻防戦を戦う。第二次ヤキン・ドゥーエ攻防戦において、ジェネシスの第1射によって随行していた僚艦と出撃したピースメーカー隊もろとも消滅する。
クルック、グラント
エルビス作戦に参加するが、ジェネシスの第1射によって消滅する。
クラウゼヴィッツ、ペンドルトン
エルビス作戦に参加するが、ジェネシスの第1射によって消滅する。
チャーチル
ジェネシスの第1射による消滅を免れ、ドミニオンに救援を求める。
マグサイサイ
ジェネシス第1射後の艦隊再編で、第48および第211航宙師団の指揮艦となる。
ハインライン
ジェネシス第1射後、第3空母軍に編入するために第15空母軍の残存艦艇の目標となる。
オダ・ノブナガ
同上の前期型で、エルビス作戦に参加。第二次ヤキン・ドゥーエ攻防戦で、ミハイル・コースト率いるジンハイマニューバ隊の攻撃を受け撃沈される。
ドゥーリットル
エルビス作戦でのサザーランドの座乗艦。ボアズ攻略戦ではドミニオンと3隻のアガメムノン級を率いて別働隊を結成し、核攻撃でボアズを破壊する。第二次ヤキン・ドゥーエ攻防戦では、ジェネシス第1射で撃沈された総旗艦のワシントンからピースメーカー隊の指揮権を引き継ぐ。その後の混戦の中でデュエルの接近を許し、グレネードランチャーを艦橋に受けて撃沈される。
オルテュギア
ユーラシア連邦に所属する前期型で、特務部隊Xの母艦。艦載機のスーパーハイペリオンがXアストレイとの最終決闘で大破して以降は、ユーラシア連邦から離反し傭兵となったカナード・パルスたちの移動拠点となる。その後、ドレイク級に搭載されたものと同じ陽電子リフレクター発生パドルを艦首に増設した「オルテュギア改」へと改修される。
マッカーサー
ユニウス条約締結の際に地球連合側の代表者が乗船した前期型。調印作業も艦内で行われたとされる。
ネタニヤフ
『DESTINY』に登場。核ミサイルを搭載したウィンダム部隊「クルセイダーズ」の旗艦を務める後期型。ニュートロンスタンピーダーの反撃によって、艦載していた予備の核ミサイルが誤爆し消滅する。
マイネンフェルト
『DESTINY』に登場。オーブ軍第2宇宙艦隊・クライン派同盟に参加する後期型。フィゲス・カジモド大尉駆るザムザザーの母艦だったが、メサイア攻防戦序盤に轟沈する。
メートランド
『DESTINY』に登場。同上の後期型。ヴォルスキィ・ニノミヤ少佐駆るゲルズゲーの母艦だったが、マイネンフェルトと時を同じくして大破し戦線を離脱する。
ベオウルフ
『FREEDOM』に登場。ファウンデーション王国とハリ・ジャガンナート率いるザフトのクーデター派が保有するレクイエムを制圧するため、地球連合軍艦隊の旗艦として出撃するが、レクイエムの掃射によって轟沈した。
ハミルトン
『FREEDOM』に登場。シェクターと共に撃沈したことがイズモ級宇宙戦艦クサナギの管制官によってアナウンスされた。

### コーネリアス級
『SEED』第12、13、41、42、47話などで散見された約230メートル級の補給艦。スタージョン級大型スペースシャトルによって地上から運ばれた物資を引き継ぎ各宇宙戦艦へと搬入する役割を持つ。カラーはイエロー。
アークエンジェル級と同時期に建造された艦であるためデザインに共通性があり、天地の縛りがない宇宙において双方が上下逆でもドッキングしやすいよう格納庫前面がスラントした形状で対応し、横から見て「▽△」のような噛み合わせとなってMSなどの大型物資を速やな移送が可能となっている。ヘリオポリス崩壊時点で相当数が就役しており、ジャンク屋組合など民間団体への払い下げも行われている。
GACE-5965-B リ・ホーム
『ASTRAY』に登場。ロウ・ギュール一党が買い取った旧名ライアンを改名した新しい母艦。作業用クレーンやラミネート装甲板付きアームを増設し、艦長兼管制CPUをキャプテンG.G.が務めている。『SEED』本編の第47話に三隻同盟の補給を支援する艦としてゲスト出演しており、詳しいエピソードは外伝漫画の戸田泰成『SEED ASTRAY R』第3巻に収録されている。その後、『DESTINY ASTRAY』で火星から戻ってきたころには陽電子破城砲 ローエングリンも増設されていた。

### スタージョン級
『SEED』第41、47話などに登場し、アズラエル一向やNジャマーキャンセラー搭載型核ミサイルなどを移送した大型スペースシャトル。地球で載せた人員や物資などを宇宙で待機するコーネリアス級へ届けるまでの役割を担っているもので、連結しているロケットブースターは大気圏離脱後に切り離される。
アニメでは一般的な白・黒のカラーリングだったが、『山根公利イラストエッセイ Seek! Seed Ships #12』ではグレー塗色で描かれていた。なお、「SEED MSV 『Vol.16 ヴェルヌ35A/MPFM 多目的飛行モジュール』」に描かれている耐熱カプセルと良く似ているが、全くの別物である。

### ガーティ・ルー級
『SEED DESTINY』などに登場。最大の特徴はユニウス条約に違反しているミラージュコロイドを装備している点で、存在すること自体が危険な艦であり、公にできない秘密部隊に運用させることが前提となっていた。
武装や双胴の艦体形状など類似点が多いことからアークエンジェル級の改良艦と思われるが、「ローエングリン」のような戦略級の砲やラミネート装甲は装備されておらず、大気圏内での運用も想定されていない点が同級と異なる。しかし実用火力は主砲のゴットフリートMk71を連装砲6基で計12門も装備するなど、アークエンジェル級の3倍（アークエンジェル級は連装砲2基で計4門)を誇り、大幅に向上しているので戦闘力としては増加している(しかもアークエンジェル級は当初は地上では陽電子砲の地表汚染防止で陽電子砲ローエングリンを使用不可能な場面も多かった)。カタパルトは前部左右2基。オプション装備である艦体両舷に取り付けられた巨大な推進剤予備タンクは、ミラージュコロイド使用中に熱紋センサーに感知されることを避けるための、低温ガスの噴出によって推進する潜航装置である。
ガーティ・ルー
地球連合軍ファントムペインに所属するロアノーク隊の母艦であり、青・白カラーのネームシップ。艦長はイアン・リー少佐が務める。
L4宙域の兵器廠プラント・アーモリーワンを襲撃する。この際に、ミラージュコロイドを展開してアーモリーワン宙域に侵入し、哨戒中のハーシェル、フーリエを撃沈した。この時点で、ザフトのライブラリーに登録されていない正体不明艦であったため、ミネルバの艦長タリア・グラディスによりコードネームとして「ボギーワン」と名付けられた。強奪したカオス、アビス、ガイアの3機を艦載した後、追撃して来たミネルバと激しい戦闘を繰り広げながらもきり抜け、月基地へと帰投を果たした。
レクイエム攻防戦において、ロード・ジブリールが逃亡する際に使用したが、レジェンドのドラグーン攻撃による集中砲火を浴び爆沈した。
ナナバルク
『STARGAZER』に登場。上記のガーティ・ルーと同じく、ファントムペイン所属。艦長はホアキン中佐で、ホアキン隊の母艦。薄紫色に塗色されている。D.S.S.Dの宇宙ステーション「トロヤ」接収任務に参加したが、レーザー発振ステーション・アポロンAからのレーザー照射によって破壊された。艦名はフォン人の信仰における上位精霊の名に由来する。
名称不明艦
『DESTINY ASTRAY』に登場。表向きは地球連合特務情報局に所属し、裏では情報操作によって世界をコントロールする「一族」の頭首マティスが運用していた艦。潜入していた実兄マティアスによって自爆シークエンスが発動され、自沈した。
ヒヨクマル
『天空の皇女』に登場。ガーティ・ルー級を改装した作業船と思われ、ジャンク屋組合のコバヤシマル・ジューゾーが所有。コーネリアス級を改装したリ・ホーム級の2番艦として扱われている。ゴッドフリートが備わっていた部分は作業用のクレーンアームに改装されているのが特徴。

## 水上艦艇

### デモイン級、アーカンソー級
対空直衛を主任務とするイージス艦で、艦首主砲が単装砲タイプをデモイン級、連装ビーム砲タイプをアーカンソー級と区別されている（艦種略号：CAGH Des Moines CLASS、CADE Arkansas CLASS）。
劇中では、アニメ両本篇のほぼ全ての海戦エピソードで見られたが、ミサイルの集中攻撃や対空戦闘で戦果を上げる一方で損害も大きかった。オペレーション・スピットブレイクではゾノのフォノンメーザー砲で艦橋を破壊され、オーブ解放作戦ではアークエンジェル級のゴットフリートにより撃沈され、ミネルバとの交戦では自軍のMAザムザザーが反射したタンホイザーに巻き込まれ爆沈し、ソードインパルスには対艦刀によって多数が斬り裂かれ轟沈した。
オレーグ
デモイン級。『SEED』に登場したユーラシア連邦所属のアラスカ守備軍艦隊の1隻。
イエルマーク、ヤロスラフ
級は不明。同上の所属艦。
リューリク、ロロ
アーカンソー級。

### タラワ級、スペングラー級
血のバレンタインより始まった大戦以前から存在した艦を改修し運用能力を付加したモビルスーツ搭載型強襲揚陸艦（艦種略号：LHM Tarawa CLASS）。
艦体中央の艦橋を挟んでV字型にアングルド・デッキを2面、航空機用カタパルト2基とヘリポート、甲板前部と艦体両舷部にMS発進ハッチを備える。武装については特にミサイルに関する記述のある資料、劇中で使用されたシーン共に皆無に等しいため、基数は設定画から判別できるも対空なのか対艦なのかは不詳である。
『SEED』第37話のパナマ基地でディンに撃沈される姿が散見された後、第38話でムルタ・アズラエルが乗艦する旗艦パウエルとして本格的に登場。その後、格納庫から直接歩行して移動していたハッチ内壁などが戦後に改修され、発進装置として機能するベルトコンベアを持つマイナーチェンジ艦「スペングラー級」も『SEED DESTINY』の時代になって運用されるようになったとされている。
しかし、当該艦を含め『機動戦士ガンダムSEED』シリーズにおける水上艦の設定・名称は特に曖昧で、アニメ本篇と各資料集とでちぐはぐな点も多く、『DESTINY』第12話では「スペングラー級4（以下略）」と発していたのに対し、索敵モニター上ではタラワ級の艦種略号が表示されており、スペングラー級の略号が画面に映ることは無かった。
パウエル
タラワ級。『SEED』のオーブ解放作戦において地球連合軍の旗艦を務め、カラミティ、フォビドゥン、レイダーの3機を艦載、戦闘に投入した。艦長はダーレス。
名称不明艦 (1)
タラワ級。『DESTINY』第12話のオペレーション・スピア・オブ・トワイライト序盤に登場したウィンダム艦載艦。
名称不明艦 (2)
タラワ級。同話に登場したミネルバ迎撃艦隊の旗艦。固有らしき改装点として、艦載する巨大MAザムザザー用の発進リフトを有していた。ソードインパルスに艦橋を袈裟斬りにされ轟沈した。
J.P.ジョーンズ
スペングラー級。洋上におけるロアノーク隊（ファントムペイン）の専用母艦で、艦籍番号は「CV133R」。艦名は大陸海軍の提督「ジョン・ポール・ジョーンズ」に由来する。
固有らしき改装点として、艦内にエクステンデッド専用のメンテナンス設備を有していた。最終的に撃沈は免れ、ロアノークたちがボナパルトへ異動していったことで役目を終えた。

### フレーザ級
『SEED DESTINY』第12、25、27、43話などで散見された約165メートル級の小型水上駆逐艦（艦種略号：DDH Fraser CLASS）。
艦橋上部の角のようなマストが特徴で、艦首に主砲、艦橋前後部にCIWS、胴体中央と両舷にミサイル発射口などの武装が確認できる。

#### その他の駆逐艦
『SEED MSV戦記』第2話に登場。C.E.世界では既に廃艦寸前の老朽艦だったが、ニュートロンジャマーによって原子力船が軒並み使用不能となったため急遽現役復帰となったもの。
C.E.70年4月10日の珊瑚海戦において、旗艦のカンバーランド、キングズビル、アストリアら3隻のヘリコプター駆逐艦と、カナジアン、ブラッドフォードら2隻のミサイル駆逐艦から成る地球連合海軍第21ASW（対潜水艦戦）艦隊は、マルコ・モラシム率いる水中用MS部隊によって全艦撃沈させられた。

### ダニロフ級、ベーレンベルク級、イサルコ級
竹書房『パーフェクト・アーカイブ・シリーズ3 & 5』の2冊、双葉社『ガンダムの常識 SEED 連合・オーブ篇』や、『SEED DESTINY』第12、42話の劇中などで表記・呼称されたもの。
ダニロフ級については、アーカイブ3誌上ではアーカンソー級、同5誌上と常識SEED誌上では2種類を指して記されており、『DESTINY』本篇では「スペングラー級4、ダニロフ級8、他にも10隻ほどの中小艦艇を確認」という台詞だったが、同時進行のモニター上にはデモイン、アーカンソー、フレーザ、タラワ級の略号しか表示されていなかった。
ベーレンベルク級とイサルコ級については、「ボズゴロフ級2、ベーレンベルク級4、イサルコ級8」という台詞のみだが、続く第43話で潜水したアークエンジェルに攻撃された海上艦がフレーザ級とイージス艦（後ろ向き）で、第40話で見られたようにタラワおよびスペングラー級もオペレーション・フューリー艦隊に含まれるため、どの艦を指して呼称しているのかまでは不詳。

### 輸送型潜水艦
『SEED』第34、35話などに登場し、ナタル・バジルールが乗艦した。

### 攻撃型潜水艦
『SEED』第34、35話、『SEED DESTINY』第38話などに登場し、ウィリアム・サザーランドやロード・ジブリールが乗艦した。艦首両舷に前方用4連装×2、後方用3連装×2の魚雷発射管を有する。

## 陸上戦艦

### ハンニバル級
『機動戦士ガンダムSEED DESTINY』に登場。ザフトのレセップス級の対抗艦として建造された大型地上戦艦。
スケイルモーター駆動のレセップス級と違いオーソドックスな装軌式を採用しているため、砂地以外の土壌でも移動が可能。艦内搭載のみならず、艦外にも多数のMSを露天係留させることが可能で、中央のドームにはデストロイ専用の格納スペースを有する。
ボナパルト
第81独立機動群ファントムペイン所属艦。配備はユーラシア方面。
『SEED DESTINY』では、反地球連合感情の根強いユーラシア西部地域に対する、デストロイを軸にした攻撃作戦にデストロイやロアノーク隊の母艦として投入された。
『STARGAZER』では、デストロイの輸送中にザフト軍MS部隊の攻撃を受けるも、スウェンたち特殊戦MS小隊の迎撃により壊滅に成功、ロアノーク隊との合流に成功した。

## 航空機

### スピアヘッド
正式名称は「F-7D スピアヘッド 多目的制空戦闘機」。コックピット前方にカナード翼を持つクロースカップルドデルタ方式を採用した、双発のVTOL戦闘機。ジェットストライカー装備のダガーシリーズやウィンダム、航空可変MSレイダーが登場するまで連合空海軍の主力を担った。
武装は20mm機銃×4、胴体内にウェポンベイがあり、ドラム式ランチャーにミサイルを6発搭載する。重力下では大幅に行動が制限されるMSに対しては数少ない有効な兵器であり、ザフトの空戦用MSディンに対しても火力、旋回性では譲るものの、速度、航続距離では上回る。スカイグラスパーの開発母体となった機体でもあり、機首形状に類似点を持つ。
『SEED MSV戦記』では、エドワード・ハレルソンが単独操縦して参戦したC.E.70年8月の南米上空戦にて、ディン電子戦仕様を固定翼で切り裂いたことから「切り裂きエド」の異名を持つようになった。
『SEED』ではオペレーション・スピットブレイクでアラスカの地球連合本部所属の本機が多数登場し、ザフトのモビルスーツ隊と交戦した。オーブ解放作戦にも参加し、アークエンジェルにミサイル攻撃を行っている。
『SEED DESTINY』ではジェットストライカーの制式採用により、メビウス同様の二戦級兵器となっている。しかし、ダーダネルス開戦前に偵察機と思われるスピアヘッドが二機飛行したり、J.P.ジョーンズの甲板に係留されている本機の姿が確認できるなど未だに現役で使用されている。
主な搭乗者はムウ・ラ・フラガ、エドワード・ハレルソンなど。

### 対MS戦闘ヘリコプター
『SEED』『SEED DESTINY』などに登場。機体下部に2基の大型ローターを持つホバークラフト式回転翼機であり、コックピットはタンデム複座となっている。ダークグレー色をした重装甲機で、オーブ陣営の登場回で度々見られる薄水色の戦闘ヘリコプターとは全くの別物。
武装は20mmバルカン砲、8連装ミサイルポッド×2などを装備し、デザインを担当した山根公利によれば、連合軍戦闘ヘリはホバータンク的に運用される対モビルスーツ戦用機であると『FROM G(THE) FIELD #7』にて解説されている。
『SEED』ではパナマ攻略戦にて3機編隊のフォーメーションが描かれてもいたが対MS戦用というほどの戦果は見られず撃墜され、オーブ解放作戦では海上からの航空戦力に含まれていたが戦闘シーンは描かれなかった。『DESTINY』ではガルナハンの町を占領していた連合が撤退する際に見られた他、ロゴス打倒を宣言したデュランダルに賛同したザフト義勇同盟軍の航空戦力として、オペレーション・フューリーに参戦した。

#### キングフィッシャー33SP
正式名称は「アグスタ・シコルスキー対潜戦闘ヘリコプター・キングフィッシャー33SP」。『SEED MSV戦記』第2話に登場していた駆逐艦艦載ヘリで、魚雷、ロケット弾、機関砲などを装備していた。主な搭乗者はジェーン・ヒューストン、ヨアヒム・クラウスなど。
なお、同一であるという記述は一切無く、かつ上述の対MS戦闘ヘリのデザイナー談とも矛盾するが、パイロット目線のジオラマ写真上には同一とも見られる（思わせる）キャノピーのフレームが確認でき、コックピットも同様の複座式となっている。

#### その他の戦闘ヘリ
『SEED MSV戦記』第1話では、モビルスーツ誕生以前の時代（旧暦）から使われていたと思しき前後式操縦席仕様の機体がモーガン・シュバリエ率いる部隊で現役運用されていた。
『STARGAZER』第1話では、上述の経緯と同じような前時代の機体が南米のフォルタレザに現われたジン タイプ インサージェントと交戦し、ロケット弾や焼夷弾で撃破に至るなど活躍していた。

### 長距離哨戒機
『SEED』第32話に登場した、レドームを有するAWACS。ニュートロンジャマーの影響でレーダー性能が急激に低下したC.E.世界では、本機やレーダー車のような索敵機能に特化した存在がある意味で攻撃兵器よりも遥かに重要となっており、空中機に限っていえばザフトではZGMF/TAR-X1 ジン戦術航空偵察タイプ、AME-WAC01 早期警戒・空中指揮型ディン特殊電子戦仕様（およびAMRF-101C AWACSディン）など、オーブ軍では空中早期警戒管制型ムラサメなどがその役割を担っている。

### 大型輸送機
『SEED』第38、41話などに登場したSTOL機で、機首部分が船体と色違い、かつ主翼上に2枚の垂直尾翼があるのが特徴。同作第23話でアスランのイージスほかザラ隊を個別に運搬したザフト側の中型輸送機の地球軍版といった機体で、同様にハッチは後部にあり搭載容量もモビルスーツ1機程度のスペースだが、VTOL輸送機側の間違いも合わせて「後期GAT-Xシリーズ3機を運搬した輸送機」と誤って解説している資料が多い。
オーブ解放作戦では降下パックを換装したストライクダガーを運搬。パナマ基地崩壊後は、ようやく確保したマスドライバーを利用するためにムルタ・アズラエルとウィリアム・サザーランドがビクトリア基地への移動手段で搭乗した。

### VTOL輸送機
『SEED』第41話、『SEED DESTINY』第18話などに登場した垂直離着陸可能なVTOL機で、胴体後方にのみ垂直尾翼があるのが特徴。ザフト側の類型機であるヴァルファウとほぼ同じ用途の機体でハッチも前部にあるが、搭載容量は若干少なく直立状態のモビルスーツ3機程度のスペースとなっている。
オーブ解放作戦の後、カラミティ、フォビドゥン、レイダーをまとめて載せビクトリア基地に運搬したのが本機だが、「アズラエル達が搭乗した輸送機」や「大型輸送機よりも容量が少ない」などと誤って解説している資料が多い。

## 車両

### 自走リニア榴弾砲
『SEED』第1、34話などに登場する自走砲。主にザフトの降下カプセル輸送艦やローラシア級から投下されたモビルスーツ搭載カプセルをメインターゲットとする迎撃用途で配備されている。また、車体後方に存在する射撃データリンク用アンテナを地上のレーダー車や宇宙の各衛星、あるいは長距離哨戒機と完璧に連携させることができれば、Nジャマー環境下でも飛来するミサイルを撃ち落せる水準まで回復させることが可能。仰角は比較的柔軟につけられるも左右の振り角が皆無なため、8装輪での旋回を迅速に行えるようアスファルト地帯での運用が通例で、野戦の場合でも必要があれば急造の足場用プレートを敷き詰める陣地作業も行われるという。
対MS戦では接近された時点で無力に等しく、劇中では水中から上陸を果たしたゾノに叩き潰されるシーンが多かった。
第42話などにはオーブ軍が所有する同型も登場するが、カラーリングが異なり連合側の黒紫色ではないグリーン色となっている。

### ブルドック
『SEED』第1、35話などに登場する対モビルスーツミサイル搭載トラック。4連装×2基のミサイルランチャーを備え、赤外線センサーによって命中率を高めている。車体前部のバンパー下には車体固定用のジャッキが2本付属している。なお、ペットネームの語尾は「ク」が正しくブルドッグは誤りである。
『SEED DESTINY』でも戦闘描写は無いが、38話の地球連合軍最高司令部ヘブンズベースで姿を確認できるため、現役で運用されている模様。

### リニアガン・タンク
『SEED』『SEED MSV戦記』『SEED DESTINY』『STARGAZER』などに登場。連合軍の主力戦車。
ボディには4基の無限軌道ブロックが存在。これらにはそれぞれ独立したモーターが存在する。車輪には無限軌道が破損しても走破を続けられる高性能モーターを内蔵するほか、本体と軸でつながっているケースの角度を変えて車高を上げることも可能。車体に比べ長大なリニアガンを有し、攻撃力・防御力・機動性を兼ね備える。一方で、対核装備は施されていない。コックピットは3座式となっており、3名でコマンダー、ガナー、ドライバーを担当するのが通例。動力はモーター発電によるパワーパックを採用。
バリエーション
オーブ軍も同型を所有・配備しているが、カラーリングが異なり連合側のブラウン（カーキ）色ではないグリーン色となっている。
武装
リニアガン
リニアモーターカーのように浮かせた弾丸を投射する。弾体の加速は同時代のレールガンに劣るものの、砲身を延長することで加速度を得る方式を採用している。また、砲身と弾丸が摩擦しないため、レールガンと比較し砲身が劣化し辛いメリットを有している。主砲であるリニアガンの弾丸は菱形状の砲身内に合わせて四角く加工されたものが使用され、APFSDSやフェイズシフト装甲対応タンデム弾頭なども現存・開発中だという。
4連スモーク・ディスチャージャー
本体両側面に2基装備する。
装填個所は不明だが、SEED MSV戦記 『Field 01：エル・アラメイン C.E.70』」 の劇中では、赤外線照明弾、散乱チャフ、フレアデコイらの電子妨害装置を併用している展開が描かれている。
FUJIYAMA社製熱紋追尾ミサイル
エル・アラメイン攻防戦においてザウートを相手に使用された。装備個所は不明。
作中の活躍
『機動戦士ガンダムSEED』『機動戦士ガンダムSEED DESTINY』
アニメ両本篇ではJOSH-A（アラスカ本部）、パナマ基地、インド洋前線基地、ヘブンズベースなどの守備隊として防衛にあたり、SEED第35話（HDリマスターでは33話）ではザウートの無限軌道を破壊し横転に追い込むも加勢のバクゥには全く歯がたたなかった。また守備隊としてだけでなくビクトリア基地の奪還戦（第三次ビクトリア攻防戦）にも投入されておりSEED第41話（HDリマスターでは39話）では戦闘終了後の基地付近に残骸が確認できる。
『機動戦士ガンダムSEED C.E.73 STARGAZER』
南米フォルタレザにて単独で操縦していたレイエス機にエドモンド・デュクロが同乗し、ジン タイプ インサージェントと交戦。下半身を砲撃しなんとか行動不能までに追い込むも、無反動砲の反撃を受け大破した。
『SEED MSV戦記』
エル・アラメイン会戦においてユーラシア連邦所属のモーガン・シュバリエ率いるタンク&ヘリ部隊とザフトのバルトフェルド隊が交戦。Nジャマーの登場で通信障害が重度化した戦場を逆手にとり、地雷なども交えたトラップと鍛えぬいた隊員同士の“察し（暗黙の了解）”だけでフォーメーションを駆使しザウート部隊を終始圧倒。副隊長のマーチン・ダコスタ機も撃墜寸前まで追い詰めるが、バルトフェルド駆る増援のバクゥ部隊に敗北した。

## その他

### 地対空75mmバルカン砲塔システム
『SEED』第1、34、35話や『SEED DESTINY』第16、18、38、45話などに登場したトーチカの一種。悪天候時や夜間の戦闘に備え周辺前方には投光機を敷設してあることが多く、インド洋前線基地に配備されたものは擬装網を被せるカモフラージュを施していた。ローエングリンゲート戦では坑道から強襲してきたインパルスに接敵され、全くの無力だった。『SEED DESTINY』第45話では月面ダイダロス基地にも配置されているため、宇宙空間の運用にも問題はない模様。

### ヘルダートタイプ・ミサイルランチャー
『SEED』第1、34、37話、『SEED DESTINY』第38話などに登場したトーチカの一種で、アークエンジェル級が搭載するものと同じ対空防御ミサイル10発を備える。ザフト側視点での降下揚陸シーンで度々飛来してくるもので、パナマ攻略戦ではディンを撃破している。

### 50mmガトリング砲
『SEED』第37話や『SEED DESTINY』第16話などに登場したトーチカの一種。岩肌などにカモフラージュしているため、攻撃されない限り肉眼で見分けるのは難しい。内部は開口部が広く取られており、射角もつけ易くなっている。ゾノやジンとの交戦が見られたが全く効果が無かった。

### 大型砲（仮称）
『SEED』第1、34、37話、『SEED DESTINY』第38話などに登場したトーチカの一種。前時代の戦艦が用いた2連装砲を転用したもので射角と照準の容易さを優先して地形への擬装は行っていない。砲撃したのち真っ先に狙われ破壊されることが多かったが、ゾノを撃破してもいた。
一方『SEED』第38話には、オーブ側が運用する本基がオノゴロ島海岸付近に設置されており、降下パックで強襲するストライクダガーに踏み潰されていたが、砲撃一回につき大きな反動があるはずの表現ではなく、50mmガトリング砲のような連射エフェクトで描かれていた。

### 地雷
上記トーチカ群とのセットで周辺に埋設してあることが多く、『SEED』第36話ではゾノが罠にかかった。『SEED MSV戦記』第1話のエル・アラメイン戦線では、戦車隊の戦術で駆使されザウートを苦しめた。

### レーダー車
『SEED』第37話、『SEED DESTINY』第38話などで散見された大型パラボラアンテナを積載する支援車両。劇中では自走リニア榴弾砲やリニアガン・タンクとの連携が描かれる暇なく無抵抗なまま破壊されていた。

### パワーローダー
物資搬入などに使われるフォークリフトの一種で、装輪式ではなく装脚式なのが特徴。『SEED』第1話のヘリオポリス工場区で見られたオレンジ色と、第28話のモルゲンレーテ本社ドックで見られたグリーン色の2機種がある。

## 大量破壊兵器など

### Mk5 核弾頭ミサイル
艦隊戦および対コロニー、対要塞戦等に用いられる戦術核兵器（戦術核ミサイル）。劇中ではMAメビウスや大型ミサイルランチャー2基を搭載したストライカーパック「マルチストライカー」を装備したMSウィンダムによって運用された他、アガメムノン級等の宇宙艦艇に搭載されている。平時は専用ミサイルケースによって保管され、このミサイルケースとMk5搭載時のマルチストライカーには放射性標識が描かれている。
『SEED』では、開戦直後、後に「血のバレンタイン事件」とされる艦隊戦で、地球連合軍旗艦「ルーズベルト」に秘密裏に持ち込まれたMk5を装備したMAメビウスがユニウスセブンを破壊して以降、ザフトが報復も兼ねて地球圏全域に散布した「ニュートロンジャマー」によりMk5は他の核兵器および核動力、原子力発電（核分裂炉）共々使用不能となった。しかしザフトが開発した「ニュートロンジャマーキャンセラー」が情報流出によって連合軍においても実用化され、大戦末期の連合軍艦隊において最強の打撃力として復活を果たし、ザフトの宇宙要塞ボアズを壊滅させる戦果を挙げた。第二次ヤキン・ドゥーエ攻防戦と同時進行で行われたプラント本土への核攻撃は「三隻同盟」の介入による迎撃と核攻撃部隊「ピースメーカー」の壊滅により頓挫したが、ヤキン・ドゥーエおよびジェネシスも自爆によって失われたため、事実上両軍の痛み分けという形で幕を下ろす。
『SEED DESTINY』では、第二次大戦開戦と同時に行われた艦隊戦において、マルチストライカーを装備したウィンダムによる核攻撃部隊「クルセイダーズ」がプラント本土への核飽和攻撃を敢行するが、ザフト軍は放射性標識の描かれたマルチランチャーパックを光学観測により発見すると、予め待機していた新兵器「ニュートロンスタンピーダー」をMk5および「クルセイダーズ」のいる宙域に向け照射。すでに発射されていたMk5のみならず母艦に保管されていたすべての核弾頭が自爆、その結果「クルセイダーズ」は殲滅の憂き目に会い作戦は失敗に終わる。その後は本編に一切登場しない。
『ASTRAY』では、「ニュートロンジャマー」によって使用不能となった一部の核兵器が外宇宙への移住コロニーの動力源となったが、これにMk5が使われたかは明らかではない。

### サイクロプス
地球連合軍が開発したマイクロ波発生装置。元々は後述するようにレアメタル採掘用機材だったが、これを基地の自爆装置として転用したものである。
サイクロプスの原理は電子レンジにも用いられるマイクロ波によって敵を焼灼するというものである。無数のパラボラアンテナによってマイクロ波を照射し、水分を振動・加熱させることによって水分が60%前後を構成する人体は破壊される。また、強力な電磁波によってMSに搭載された電子部品は破壊され、その機能を停止する。一度起動したサイクロプスは自ら発振したマイクロ波によって輻射熱を増幅していき、その熱でシステムが破壊されるまで止まることは無い。これによってMSのような兵器類は搭載された推進剤や弾薬類が引火し、爆発する。また、最終的には発生した輻射熱自体が適用範囲を構造物事焼灼するに値する高熱を発生させる。さらには大規模なエネルギーのバーストが発生するため、宇宙空間においても広範囲の対象物を焼灼することを可能としている。範囲一面を焼き切る効果を持っているが、放射能などによって汚染されることは無い。
起動はニュートロンジャマーの影響を考慮し、遠隔地から音波によって起動信号を発生させる。起動装置は二つで1セットとなっており、キーの同時回転によって行われる。なお、サイクロプスに用いられるマイクロ波も電磁波の一種であるため、ニュートロンジャマーの効果を受けることとなるが、地球連合ではそれを利用し、効果範囲を制限し運用することに成功している。元々は、月面のエンデュミオン・クレーターのレアメタル採掘用の器材として設置され、レアメタルの混ざった氷を融解させるための装置であったが、グリマルディ戦線において、ザフト軍の攻撃を受け敗色が濃厚となった地球連合軍が、採掘施設をザフト軍の手に渡る前にサイクロプスを暴走させ破壊した。これと同じ装置を、アラスカ基地の自爆装置として秘密裏に設置していた。
作中での描写
劇中ではザフトの作戦であるオペレーション・スピットブレイクにおいて、地球連合軍はアラスカの地下にあるJOSH-Aに設置されていたサイクロプスを発動させ、ザフト軍地上部隊の大半をアラスカ基地防衛任務についていた友軍ごと撃破した。その場にある兵器・建物の全ては破壊され、アラスカ基地は壊滅した。
その際の影響は海面との水蒸気爆発のあと、アラスカ基地の範囲10kmにクレーターを発生。起動したサイクロプスの影響によって、上空にはオーロラを発生させている

備考
設定担当の森田繁は、名称の元となったのは神話に登場するサイクロプスであり、パラボラアンテナの形状を一つの眼に見立てたものであると語っている。構想段階では超巨大なパラボラアンテナが一つ置かれたものだったのに対し、完成したデザインにおいては複数のアンテナが並び立つものとなっていたため、意図が伝わり辛くなったのだという。

### ローエングリン砲台
『SEED DESTINY』第17、18話に登場。「ローエングリンゲート」とも呼称される。
アークエンジェル級などが搭載する同名の陽電子破城砲をトーチカ用途に転用したもので、エネルギーは基地と直結したケーブルから供給される。劇中では中東地域に位置する連合軍のガルナハン基地に配備されたものが登場し、本基地では本基が“矛”を務める傍ら、その再チャージが完了するまでは陽電子リフレクターを備えるMA・ゲルズゲーを“盾”とすることで鉄壁の防衛体制を敷いていた。この組み合わせによりザフトの攻勢を一度は阻止するも、2度目の攻勢で現地の反連合レジスタンスの協力を得たザフトにより、至近距離にインパルスに回り込まれてしまい破壊された。
『SEED DESTINY ASTRAY』では、アーモリー・ワン付近の暗礁地帯にある隕石の中に秘匿されていた同砲台が登場する。

### ニーベルング
ヘブンズベースに搭載されている対空掃討砲。その正体は巨大な広角レーザー発生装置である。
砲口は上部に固定されており、普段はシャッターによって雪山に偽装されている。砲周囲には直径10kmにおよぶパラボラ状のミラーブロックが併設されており、同部位が神を守護する指輪にも喩えられる。起動すると中心部のアンテナから周囲のミラーに向けてレーザーの乱反射が起こり増幅、波長を揃えて上方に向けて発射される。
ヘブンズベース攻防戦で使用され、ザフトの降下部隊を壊滅に追いやった。ザフト・反ロゴス同盟軍によってヘブンズベースが制圧された後にどうなったのかは不明。

### レクイエム
『DESTINY』終盤で初登場した、「軌道間全方位戦略砲」と呼ばれる地球連合軍の戦略兵器システム。月面ダイダロス基地に設置された本体である巨大ビーム砲と、月の周辺に配置された複数の廃棄コロニーで構成される。
廃棄コロニーの内側全面には、フォビドゥンが装備していたビーム偏向装置「ゲシュマイディッヒ・パンツァー」が設置されており、それ自体が巨大な「ゲシュマイディッヒ・パンツァー」となっている。ダイダロス基地のビーム砲本体から発射されたビームはこの廃棄コロニーの内部を通過すると「ゲシュマイディッヒ・パンツァー」によってその軌道を変え、目標の対象物をレーザーカッターのように切断することができる。ビーム砲の出力は極めて高く、目標にもたらされる被害はザフトの戦略兵器「ジェネシス」にも劣らないとアスラン・ザラは発言している。「全方位」の名の通り廃棄コロニーの配置を変更することであらゆる位置の目標に対し自由に発射することができるが、膨大な電力が必要なため連射はできない。また、月面に埋め込まれる形で設置されているビーム砲本体の射角は極めて狭いため、第一次中継点の廃棄コロニーに不備が生じれば、事実上目標への照準合わせが不可能となる。廃棄コロニーも巨大である一方攻撃には脆弱なため、防衛戦力の配置は不可欠である。
なおレクイエムは、カトリック教会で行われる死者のためのミサ、およびそれに用いるミサ曲（葬送曲）を意味する。各中継コロニーには作曲家の名前がつけられており、それぞれ「フォーレ」「ヴェルディ」「チェルニー」「マルタン」「グノー」と呼ばれている。このうち、劇中に名前が登場したのは「フォーレ」「チェルニー」「グノー」の三つだけであるが、この5人は全員レクイエムの作曲で有名な音楽家である。

#### 機動戦士ガンダムSEED DESTINY
初めての登場はダイダロス・レクイエム攻防戦で、オーブ連合首長国から脱出してダイダロス基地に逃げ込んだロード・ジブリールの命令の元、プラント攻撃に使用される。第一射は「フォーレ」「チェルニー」「グノー」の3基の中継コロニーによる誘導の元、プラントの首都であるアプリリウス・ワンを狙ったが、最終中継点の廃棄コロニー「グノー」がジュール隊との交戦の影響で予定ポイントから外れた結果射角がずれ、アプリリウス・ワンへの直撃に失敗する。しかし射角がずれたビームはヤヌアリウス・ワンからヤヌリアウス・フォーの4基に直撃しこれを全壊させ、さらにその残骸がディセンベル・セブンとディセンベル・エイトの2基を崩壊させるという壊滅的な被害を与えた。なお、最終的に「グノー」はジュール隊によって破壊された。
ジブリールは再度アプリリウスを攻撃すべく第二射を準備させるが、第二射を阻止すべくミネルバがダイダロス基地に奇襲をかけたため、襲撃するザフトの部隊に目標を変更、「フォーレ」周辺のザフト艦隊に照準を変更し、第二射の発射シーケンスを開始する。しかしシンのデスティニーやルナマリアのブラストインパルスの攻撃によってレクイエム本体のコントロール・ルームとダイダロス基地司令部が破壊されたことで、発射シーケンスは停止。ダイダロス基地はザフトに制圧され、中継コロニー防衛を行っていた連合軍防衛戦力も降伏した。なお、ジブリールはガーティ・ルーによってダイダロス基地より脱出しようとしたところ、レイのレジェンドのドラグーンによる集中攻撃で同艦を撃沈され死亡している。
その後、ダイダロス基地を奪取したザフトによって接収され、プラント最高評議会議長ギルバート・デュランダルの命令で修復される。その際、本体の砲口部には陽電子リフレクターが設置されている。また、レクイエム本体の名前は変えられなかったが、実用可能な各中継コロニーの名前は全体的には「ステーション」へと変更され、個別には第1次中継点を「ステーション・ワン」と呼ぶよう改められた。そして、デュランダルの命令で地球連合軍アルザッヘル基地に向け発射され、デュランダルの唱えるデスティニープランに反対の立場を見せた大西洋連邦大統領ジョゼフ・コープランドを、出撃しようとしていた連合軍艦隊共々消し去る。
デュランダルがレクイエムを自らの切り札の一つとしたことは、イザーク・ジュールやディアッカ・エルスマンのデュランダルに対する不信感を決定的なものとしてしまい、両者がザフトに反旗を翻すきっかけとなる。
最終的には、同じくデスティニープランに反対し攻撃を仕掛けてきたオーブに照準が合わされるが、発射シーケンス中にアスランとネオ（ムウ）に陽電子リフレクターを突破されて本体を破壊され、オーブへの攻撃は回避される。

#### 機動戦士ガンダムSEED FREEDOM
大戦終結後は解体予定だったがザフト強硬派によって極秘裏に修復されており、中盤で蜂起したファウンデーション王国軍によって占拠・運用される。小説版ではレクイエム用の反応炉はダイダロス基地のかなり地下深くに設置されていたために解体することができず、砲本体は解体して反応炉はプラントが動力炉として利用する協定が地球連合と締結されていたが、ファウンデーションと同調したプラント強硬派のハリ・ジャガンナート国防委員長の指示で修復されていたとされる。
大戦時と比較して、ビームの偏向方法が巨大なリング状施設を中継する手段に改造されている。このリング状偏向施設は、それまで使用されていた中継コロニーと異なり自力航行はできず、専用艦艇により牽引して所定位置に配置する形式で使用し、ミラージュコロイドによって隠匿可能な他にサイズ自体は中継コロニーよりも縮小されている。一方で、第一次中継点に不備が生じた際に目標への照準合わせが不可能になる弱点は変わっていない上、中継施設自体も相応の装備をしていればMS単機で破壊可能であるなど、耐久力が複数のMSによる集中攻撃やミーティア2機のビームソードで破壊された中継コロニーよりも劣っているような描写がされている。
劇中ではファウンデーション王国軍による選挙後、同国がユーラシア連邦側からの攻撃に偽装して撃たせた核攻撃の報復という名目で、ユーラシア首都モスクワを攻撃・壊滅させ、ファウンデーションが推進するデスティニープラン導入に従わない諸国家および軍隊に対する殲滅・抑止手段として利用される。
オーブに停泊していた世界平和監視機構「コンパス」母艦ミレニアムによる反攻の動きを察知すると、オーブ首都オロファトに照準が向けられるが、発進したミレニアムから自分の生存を伝えてきたキラに怒ったアウラの命令で、直接ミレニアムの狙撃に使用される。しかし、これはミレニアムがコブラ機動を行って回避したことで失敗し、キラたちの宇宙進出を許す結果となる。その後は再度オーブ本土に向けて使用されようとしたが、「コンパス」部隊によって中継施設や護衛のMS部隊を次々と破壊され、本体施設も一度目の砲撃の際にアカツキによって第一次中継点の偏向施設を破壊された上に、ヤタノカガミによるビーム反射を受けて損傷する。この損傷を修理してオーブへの二度目の砲撃を行おうとした際、発射直前のバリアの隙間を突いたシンのデスティニーSpec IIによるゼウスシルエットの狙撃を反応炉に受けて、本体施設は今度こそ完全に破壊された。